# Chiesa dei Santi Lorenzo e Stefano (Molazzana)
La chiesa dei Santi Lorenzo e Stefano è un edificio sacro che si trova in località Cascio a Molazzana.

## Storia e descrizione

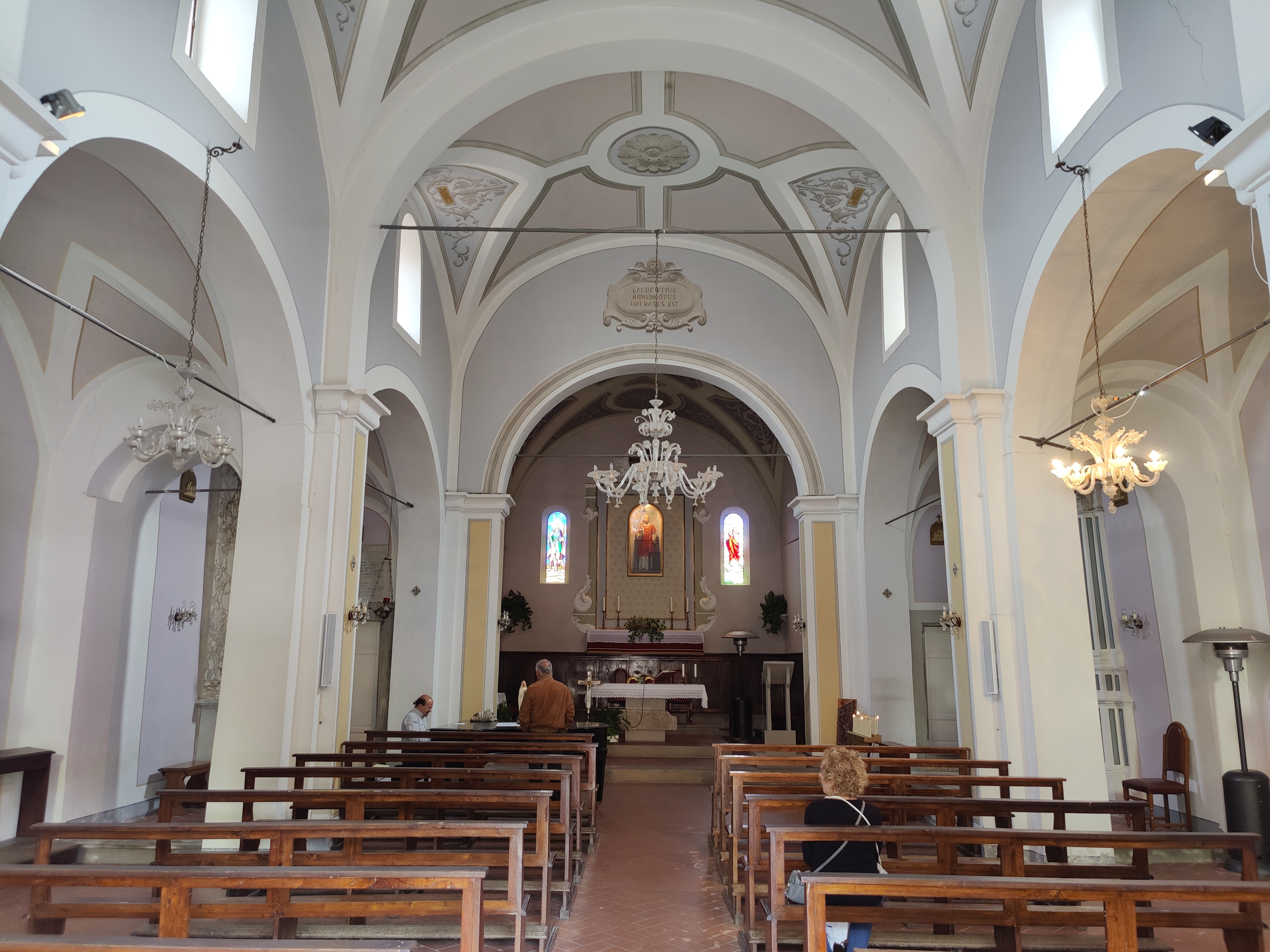
Interno della chiesa.

La chiesa compare già in documenti di inizio del X secolo; era di proprietà del monastero lucchese di San Ponziano, passato nel 1378 ai benedettini olivetani, cui appartiene lo stemma che compare sulla porta della canonica. Forse l'unica testimonianza di questa chiesa primitiva è il bassorilievo, che probabilmente rappresenta l'eucaristia, oggi posto all'altare maggiore. 
La facciata mostra i segni di una trasformazione ottocentesca, con la parte inferiore spartita da sei paraste e ornata da un cornicione a dentelli.
In precedenza l'interno era stato ridecorato negli altari laterali, in quello maggiore, nel bel fonte battesimale. Fra le opere, la statua in terracotta invetriata della Madonna col bambino, della bottega di Benedetto Buglioni, del 1505 - 1510 circa.